# Kanton Le Lion-d’Angers
Der Kanton Le Lion-d’Angers war von 1790 bis 2015 ein französischer Wahlkreis im Arrondissement Segré, im Département Maine-et-Loire und in der Region Pays de la Loire; sein Hauptort war Le Lion-d’Angers.
Im Zuge der Umorganisation im Jahr 2015 wurde der Kanton aufgelöst und seine Gemeinden großteils dem Kanton Tiercé zugeteilt. Der Kanton war 213,80 km² groß und hatte 13.382 Einwohner (Stand 2012).
Der Kanton umfasste Wahlberechtigte aus folgenden elf Gemeinden:
| Gemeinde            | Einwohner Jahr | Fläche km² | Bevölkerungsdichte | Code INSEE | Code postal |
| ------------------- | -------------- | ---------- | ------------------ | ---------- | ----------- |
| Andigné             | 388 (2013)     | 6,63       | 50 Einw./km²       | 49005      | 49220       |
| Brain-sur-Longuenée | 963 (2013)     | 22,43      | 43 Einw./km²       | 49043      | 49220       |
| Chambellay          | 357 (2013)     | 12,86      | 28 Einw./km²       | 49064      | 49220       |
| Gené                | 455 (2013)     | 9,25       | 49 Einw./km²       | 49148      | 49220       |
| Grez-Neuville       | 1464 (2013)    | 40,79      | 36 Einw./km²       | 49155      | 49220       |
| La Jaille-Yvon      | 310 (2013)     | 12,55      | 25 Einw./km²       | 49161      | 49220       |
| Le Lion-d’Angers    | 4077 (2013)    | 47,74      | 85 Einw./km²       | 49176      | 49220       |
| Montreuil-sur-Maine | 688 (2013)     | 11,13      | 62 Einw./km²       | 49217      | 49220       |
| La Pouëze           | 1913 (2013)    | 22,15      | 86 Einw./km²       | 49240      | 49370       |
| Pruillé             | 719 (2013)     | 12,68      | 57 Einw./km²       | 49251      | 49220       |
| Vern-d’Anjou        | 2317 (2013)    | 36,11      | 64 Einw./km²       | 49367      | 49220       |